# Danielle de St. Jorre

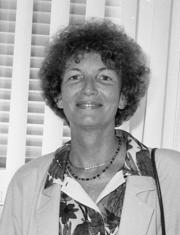
Danielle de St.Jorre

Danielle Marie-Madeleine Jorre de St Jorre (1943–1997) là một chính trị gia người Seychelles. Bà là bộ trưởng ngoại giao của Seychelles dưới thời Tổng thống France-Albert René từ năm 1989 cho đến khi bà qua đời năm 1997. Danielle de St Jorre là một giáo viên chuyên nghiệp và cũng là một nhà ngôn ngữ học. Bà được biết đến như một người tiên phong trong việc quảng bá ngôn ngữ Creole. Niềm đam mê và quyết tâm của bà để đảm bảo sự phát triển của ngôn ngữ Seychellois Creole đã được biết đến ở quốc đảo Ấn Độ Dương này.
Danielle de St Jorre là Bộ trưởng Bộ Ngoại giao, Môi trường và Du lịch Cộng hòa Seychelles và là thành viên của Hội đồng Quản trị của Viện Đại dương Quốc tế.
Năm 2015, Liên Hợp Quốc vào ngày 28 tháng 10, đã tổ chức Ngày Quốc tế Creole. Danielle de St Jorre đã được công nhận cho các công trình của mình để lĩnh hội được ngôn ngữ và văn hóa Creole như ngày nay. Creole là một trong ba ngôn ngữ chính thức của Seychelles. Seychelles bị thực dân Pháp và Anh xâm chiếm vào những thời điểm khác nhau, cuối cùng Seychelles chấp nhận tiếng Pháp và tiếng Anh cùng với Creole là ba ngôn ngữ chính thức. Bà là công cụ phát triển ngôn ngữ Seychelles Kreol và giúp phát triển quan hệ đối tác với những người từ thế giới nói tiếng Creole. Bà đã tổ chức Tuần lễ Creole vào năm 1982.